# Tessinparken

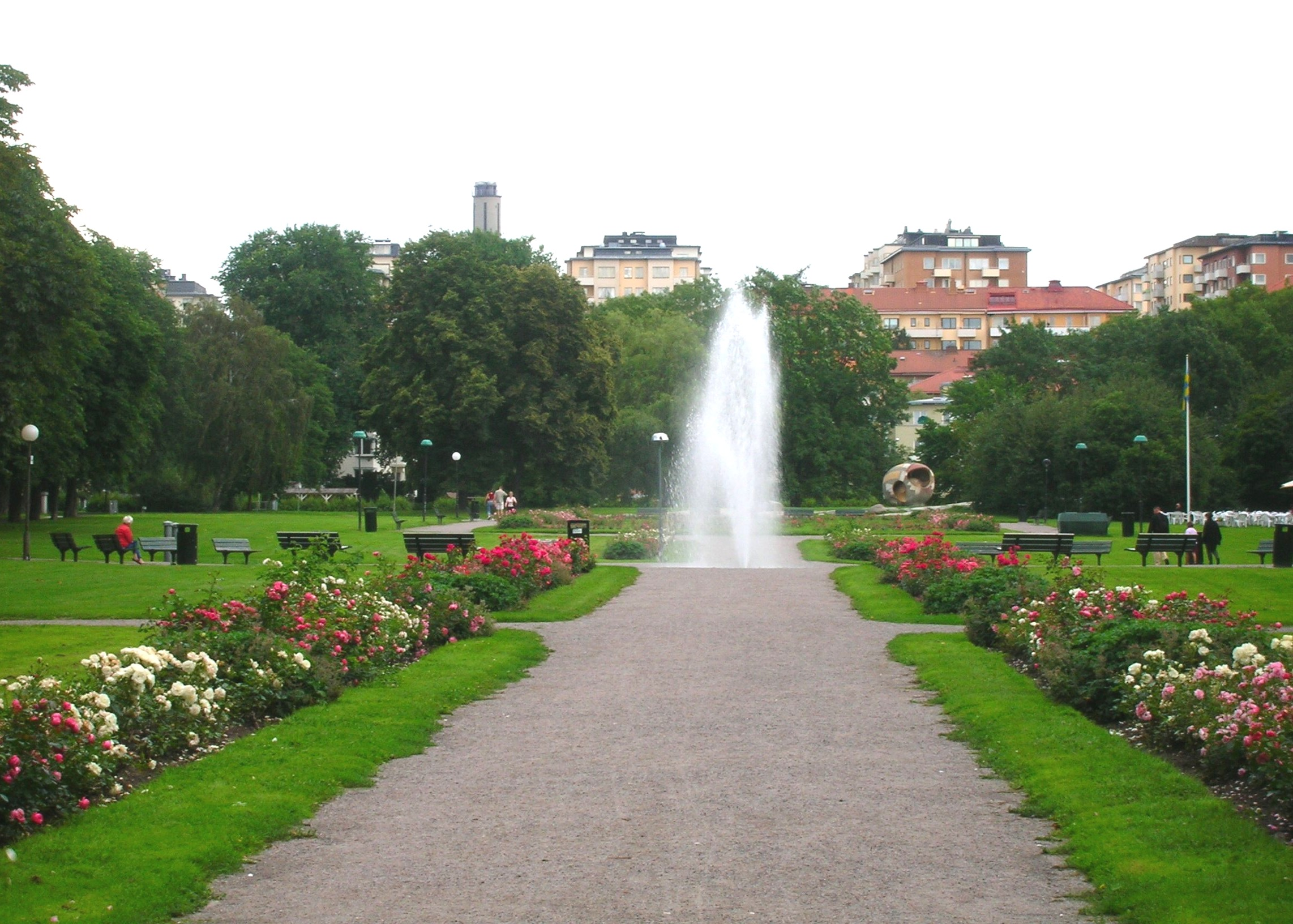
Tessinparken med fontänen 2005.

Tessinparken är en park på Gärdet i Stockholm. Parken är T-formad och börjar i söder vid Valhallavägen och sträcker sig till Askrikegatan i norr. Den är belägen inom Kungliga Nationalstadsparken. 

## Historik

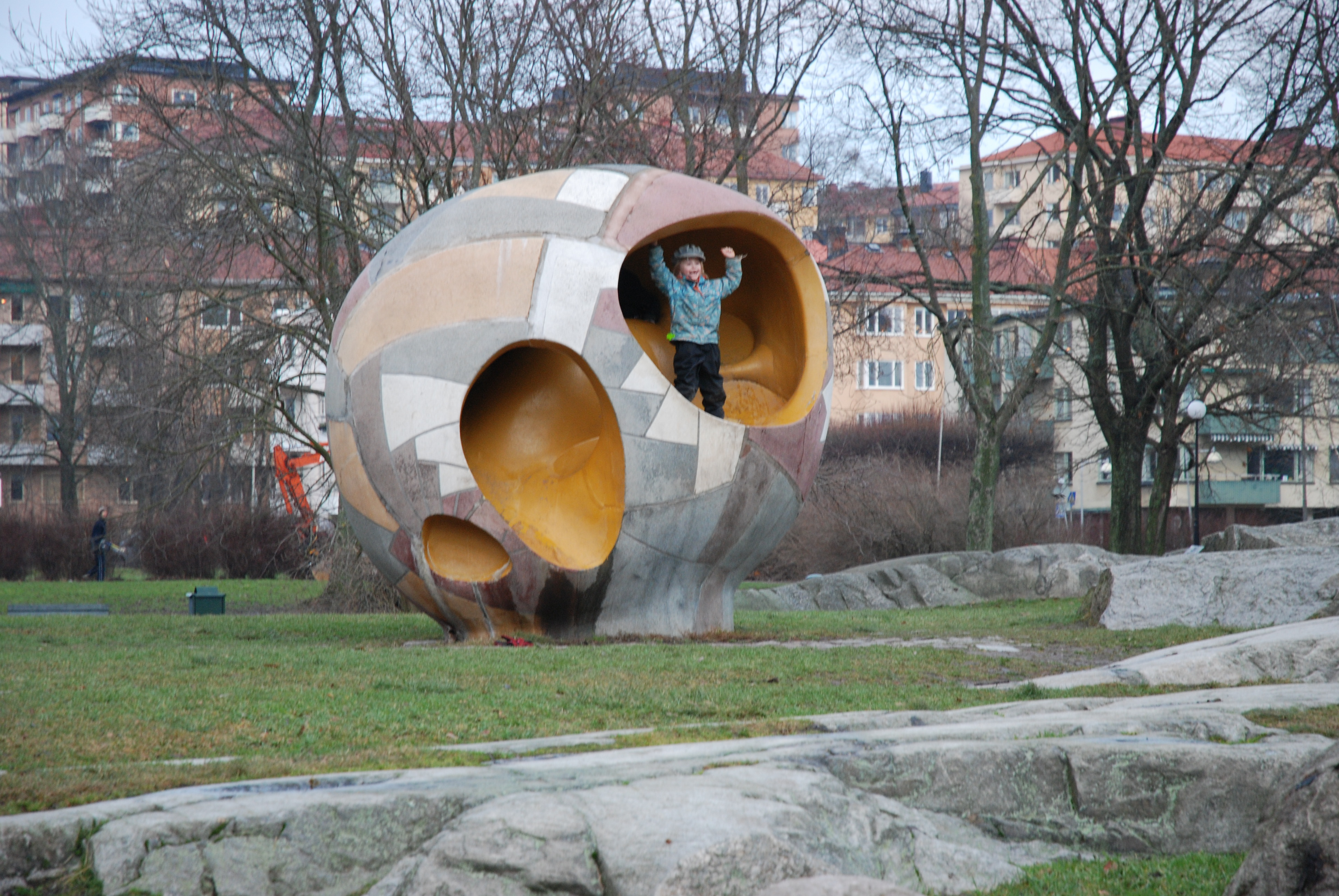
Lekskulptureren Ägget i Tessinparken.

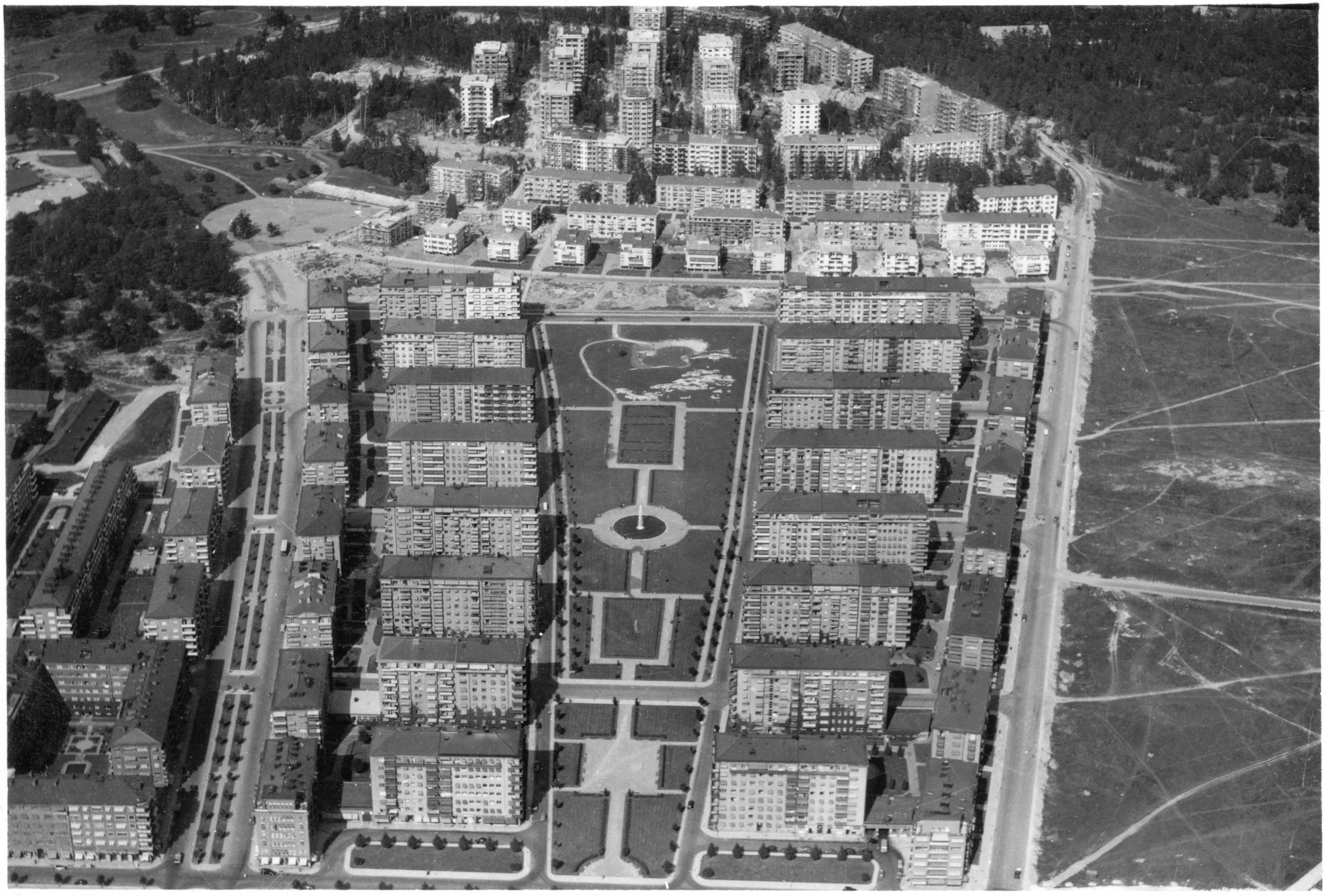
Flygfoto över Tessinparken och Gärdet, runt år 1940. Parkens norra del är inte helt färdiganlagd.

Tessinparken fick sitt namn 1931 och anlades 1932–1940 i samband med att bostäderna runt omkring byggdes. Parken är uppkallad efter "ett av vår kulturhistorias mest kända namn, det Tessinska" (enligt Namnberedningen): arkitekterna Nicodemus Tessin d.ä., hans son Nicodemus Tessin d.y. och sonsonen Carl Gustaf Tessin.
Parken, liksom Gärdets stadsplan, ritades av arkitekten Arvid Stille. Den utgör en symmetrisk fortsättning av Karlaplan mot norr. Parkens södra del är formgiven i en nutida barockstil med planteringar och raka grusgångar samt en fontän. Den norra delen är i mer modern stil med Egon Möller-Nielsens lekskulptur Ägget och en plaskdamm. I parken finns även en parklek. 
På ömse sidor om parken löper trädkantade gator: Hedinsgatan i väster och De Geersgatan i öster.

## Skulpturer
- Husmorssemester, Olof Thorwald Ohlsson
- Ägget, 1952, Egon Möller Nielsen